# Sentieri selvaggi
Sentieri selvaggi (The Searchers) è un film western del 1956 diretto da John Ford.
Nel 1989 è stato scelto per la conservazione nel National Film Registry della Biblioteca del Congresso degli Stati Uniti. Nel 1998 l'American Film Institute l'ha inserito al 96º posto della classifica dei migliori cento film statunitensi di tutti i tempi, mentre dieci anni dopo, nella lista aggiornata, è salito al dodicesimo posto.

## Trama
Texas, 1868. Ethan Edwards torna a casa a tre anni dal termine della guerra di secessione. Ritrova il fratello Aaron, la cognata Martha, le loro due figlie Lucy e Debbie, il figlio minore Ben e il figlio adottivo Martin, che per un ottavo ha sangue pellerossa e verso il quale dimostra inizialmente ostilità, segnale del suo odio verso gli indiani. Ethan bacia in fronte Martha, che accoglie il bacio fissandolo intensamente. È questo uno degli indizi del sentimento inespresso che li lega. Cosa egli abbia fatto dopo la fine della guerra è avvolto da un'aura di mistero; di certo dispone di parecchio denaro in monete appena coniate.
Il giorno dopo arriva alla fattoria il capitano-reverendo Clayton per arruolare Aaron e Martin nella caccia a una banda di razziatori di bestiame. Ethan, unico degli astanti, prende sul serio l'idea dello "svitato" Mose Harper che i responsabili siano indiani, in particolare i pericolosi Comanche, e si unisce al gruppo al posto del fratello. Seguendo le tracce degli indiani risulta chiaro che si tratta proprio dei Comanche e che l'incursione era un pretesto per attirare i bianchi lontano dalle abitazioni. Il gruppo di pellerossa piomba sul far della notte sulla casa degli Edwards, trucidando la famiglia e rapendo le ragazze.
Scoperto il massacro, il gruppo degli uomini riparte a caccia degli indiani. Dopo un tentativo fallito ed essere sfuggiti a un'imboscata, la maggior parte degli uomini torna a casa, lasciando a proseguire la caccia Ethan, Martin e Brad Jorgensen, il fidanzato di Lucy. Ethan poco dopo ritrova il corpo di Lucy, violentata e uccisa, e Brad, impazzito dal dolore, attacca gli indiani da solo facendosi uccidere. Ethan, animato dall'odio instancabile e irrefrenabile per i Comanche, continua con Martin l'inseguimento, che proseguirà per due anni con lunghissimi spostamenti. Dopo un primo ritorno a casa, il cammino dei due riprende poi sulla base di una nuova traccia, con disperazione di Laurie Jorgensen, innamorata di Martin.
Debbie viene infine ritrovata, ormai adolescente e moglie del capo Scout. Martin cerca di convincerla a seguirli, ma la giovane, integrata nella vita indiana, lo invita ad andarsene; Ethan è invece determinato a ucciderla piuttosto che saperla ormai una Comanche, ma Martin glielo impedisce. I due "cercatori" fanno di nuovo ritorno a casa dopo altri tre anni trascorsi, appena in tempo per avere l'informazione che la banda di Scout è ritornata nella zona. Durante un attacco Debbie viene liberata, e poi affidata amorevolmente da Ethan alla famiglia Jorgensen.

## Galleria d'immagini

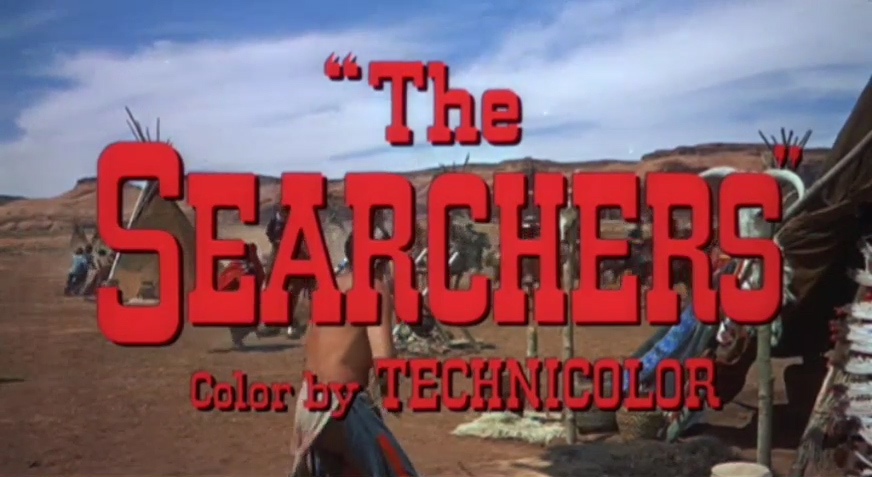
Titolo di testa
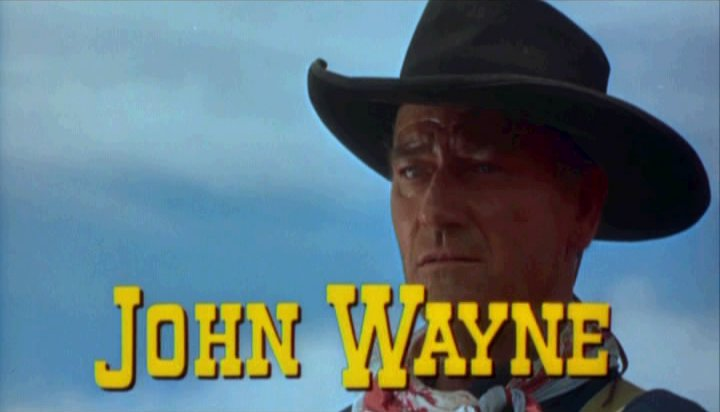
Ethan (John Wayne)
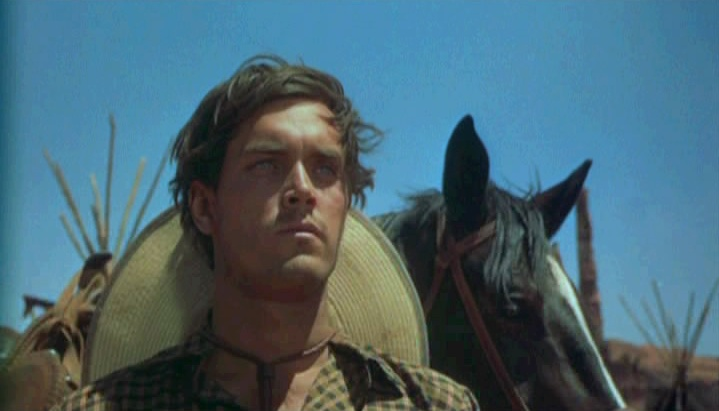
Martin (Jeffrey Hunter)
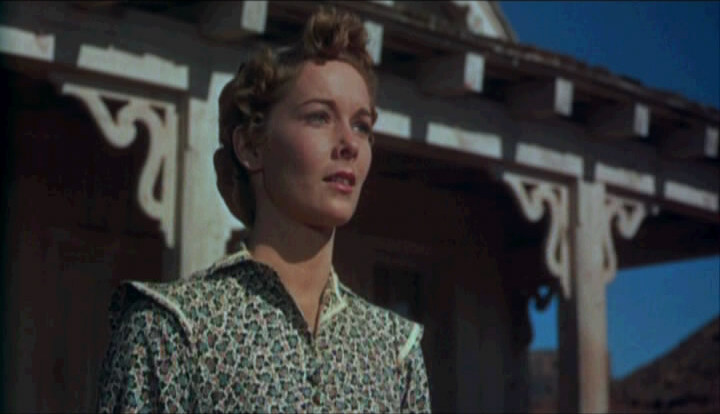
Laurie (Vera Miles)
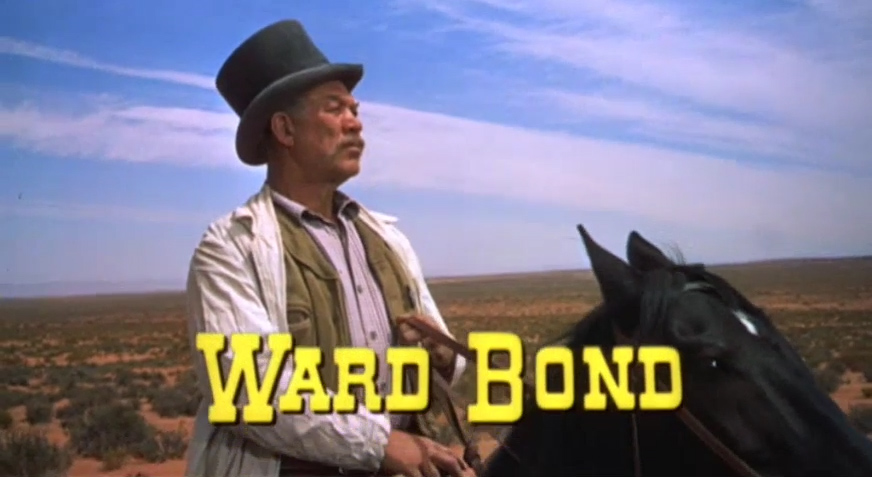
Clayton (Ward Bond)
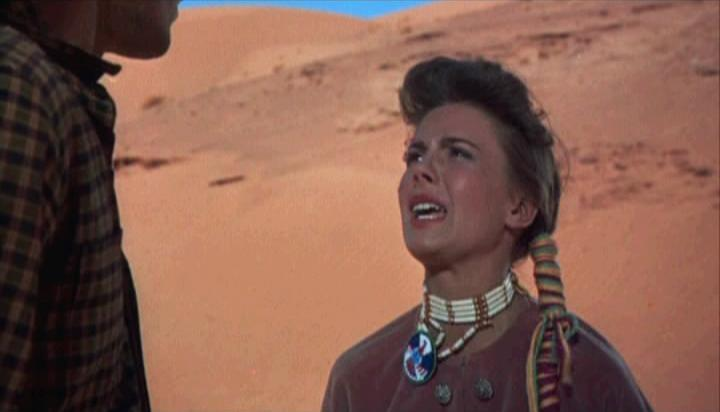
Debbie (Natalie Wood)

## Critica
Universalmente riconosciuto, oggi, come uno dei capolavori di John Ford, se non uno dei massimi capolavori del genere western in assoluto, Sentieri selvaggi all'uscita nei cinema suscitò reazioni molto contrastanti ed ebbe fra i suoi detrattori proprio alcuni dei più affezionati fan del vecchio maestro (come Lindsay Anderson, Sam Peckinpah, o Jean-Luc Godard). Di certo, caratteristiche del film come l'estrema dilatazione temporale degli avvenimenti (con intervalli fra una scena e la seguente anche di svariati anni), la ricchezza della trama, la complessità psicologica del protagonista e l'ambiguità ideologica (che presta il fianco ad accuse di razzismo), lo rendono un film di non immediata comprensione e tale da richiedere visioni plurime per poter essere apprezzato pienamente in tutte le sue sfumature. Questo vale in particolare per la relazione tra Ethan e Martha: oggi riconosciuta dai più, fu però rappresentata in maniera così sottile che pochi spettatori dell'epoca riuscirono a coglierla.

## Ispirazione
Il film è basato sull'omonimo romanzo del 1954 di Alan Le May, che condusse personalmente ricerche su 64 casi di bambini rapiti dagli indiani. Si ritiene che il personaggio di Debbie sia ispirato a quello di Cynthia Ann Parker, una bambina di nove anni rapita dai Comanche che assaltarono la sua casa a Fort Parker nel Texas. Visse 24 anni con i Comanche, sposò un capo ed ebbe tre figli, uno dei quali fu il famoso capo Quanah Parker. Suo zio James W. Parker spese gran parte della sua vita e della sua fortuna per ritrovarla, come Ethan nel film. Venne infine liberata, contro la sua volontà, in un attacco del tutto simile a quello descritto nel film.

## Produzione
Filmato in Technicolor, gli esterni furono girati nella Monument Valley, ad Aspen in Colorado e nella provincia dell'Alberta in Canada.
Harry Carey, famoso attore di film western dell'era del cinema muto, morì nel 1947. John Ford inserì nel cast la moglie di Carey, Olive, nel ruolo della signora Jorgensen e il figlio di Carey, Harry Carey Jr., nel ruolo di Brad Jorgensen, come tributo all'attore scomparso. Nella scena finale John Wayne si tiene il gomito destro con la mano sinistra in una posa che era tipica di Carey. Wayne stesso confermò che lo fece come un tributo a Carey, sotto lo sguardo della vedova che osservava da dietro la cinepresa.
Secondo il libro Company of Heroes di Harry Carey Jr., John Wayne restava nella parte, mantenendo la concentrazione e l'identificazione con il proprio personaggio perfino nelle pause di produzione.
È stato uno dei primi film a essere pubblicizzato con una serie di quattro documentari sui retroscena della lavorazione, ovvero uno dei primi esempi di the making of o "dietro le quinte". Presentatore dei documentari era Gig Young, ospite fisso Jeffrey Hunter. I documentari sono visibili nell'edizione in DVD.
Secondo quanto affermato da Ned Price, il restauratore del film, quando fu realizzata la prima versione in DVD nel 1991 la traccia gialla del negativo originale a colori in VistaVision era completamente svanita, rendendola inutilizzabile. Al suo posto venne recuperata la traccia gialla degli originali in bianco e nero (giallo, ciano e magenta).

## Retaggio culturale
- La scena in cui Ethan scopre il massacro della sua famiglia è stata in seguito rifatta praticamente tale e quale da George Lucas nel suo film Guerre stellari (1977), quando Luke Skywalker scopre il massacro dei suoi zii.
- Quentin Tarantino ha citato la scena finale del film nella fuga di Shosanna dalla casa del padre in Bastardi senza gloria (2009).[senza fonte]
- Uno dei figli di John Wayne, Ethan Wayne, fu così chiamato perché l'attore considerava la parte di Ethan Edwards come la migliore che avesse mai interpretato.[senza fonte]